# Saint-Louis-du-Louvre
Saint-Louis-du-Louvre, tidigare benämnd Saint-Thomas-du-Louvre, var en kyrkobyggnad i Paris, helgad åt den helige Ludvig IX och tidigare åt den helige Thomas Becket. Kyrkan var belägen vid Louvren i närheten av dagens Quai François-Mitterrand. 

## Historia
Kyrkan uppfördes som kollegiatkyrka år 1187 på initiativ av Robert I av Dreux (1123–1188); kyrkan helgades åt den helige Thomas Becket. Under 1700-talets första hälft hade kyrkan förfallit och renoverades år 1744 efter ritningar av Thomas Germain; kyrkan helgades då åt Ludvig IX. År 1790, under franska revolutionen, stängdes kyrkan och överläts året därpå åt den protestantiska kommuniteten i Paris. Kyrkan revs år 1811 i samband med Napoleons utbyggnad av Louvren.

## Bilder
| - Saint-Louis-du-Louvre, här benämnd med det tidigare namnet S⋅THOMAS, på Truschets och Hoyaus karta över Paris från år 1552. - Den helige Ludvig IX av Frankrike. |

### Webbkällor
- ”Saint Thomas du Louvre et Saint Louis du Louvre”. Histoires de Paris. 7 april 2017. https://www.histoires-de-paris.fr/saint-thomas-louvre-saint-louis/. Läst 15 januari 2023.